# Поннистус
«Поннистус» (фин. "стремление", "усилие") — финский футбольный клуб из Хельсинки. Основан в 1887 году и является старейшим из существующих финских спортивных клубов. В 2008 году выступает в четвёртом по силе дивизионе Финляндии Kolmonen. В высшем дивизионе выступал 4 раза — в 1948, 1968, 1973, 1995 годах.

## История
Клуб основан 6 сентября 1887 года Виктором Даммом (1864–1944) при поддержке ещё пятерых молодых людей. Первоначально специализировался на гимнастике и атлетике, в настоящее время основным видом спорта стал футбол.
В клубе имеется команда по хоккею с мячом, в 1948 году занявшая второе место на чемпионате Спортивной федерации финских рабочих.
После Второй мировой войны «Поннистус» с различным успехом выступал в Чемпионате Финляндии по футболу, сыграв во всех четырёх лигах. В высшей лиге клуб играл в 1948, 1968, 1973 и 1995 годах, каждый раз выбывал в предыдущий дивизион.
Клуб сыграл 28 сезонов во втором и 21 сезон в третьем по силе дивизионе.
В 1995 году «Поннистус» впервые в истории завоевал Työväen Urheiluliiton Cup (кубок Спортивной федерации финских рабочих).
В 1968 году клуб сыграл самый посещаемый свой матч, когда на игру против «Лахден Рейпас» пришёл 6 281 зритель.
Женская команда по футболу получила пропуск в высший дивизион в 1976 году, однако закончила сезон на последнем месте и выбыла во вторую по силе лигу. В настоящее время команда играет в четвёртом дивизионе.

## Известные игроки
- Анатолий Давыдов
- Сергей Пронин
- Борис Ротенберг
- Борис Чухлов